# Richard Day
Richard Day (ur. 9 maja 1896 w Victorii, zm. 23 maja 1972 w Los Angeles) – kanadyjski scenograf filmowy, pracujący w Hollywood. Siedmiokrotny laureat Oscara za najlepszą scenografię do filmów: Czarny anioł (1935) Sidneya Franklina, Dodsworth (1936) Williama Wylera, Zielona dolina (1941) Johna Forda, My Gal Sal (1942) Irvinga Cummingsa, This Above All (1942) Anatole'a Litvaka, Tramwaj zwany pożądaniem (1951) i Na nabrzeżach (1954) Elii Kazana. Ogółem był dwudziestokrotnie nominowany do tej nagrody.